# Le Mazis
Le Mazis – miejscowość i gmina we Francji, w regionie Hauts-de-France, w departamencie Somma.
Według danych na rok 2011 gminę zamieszkiwało 105 osób, a gęstość zaludnienia wynosiła 28 osób/km² (wśród 2293 gmin Pikardii Le Mazis plasuje się na 906. miejscu pod względem liczby ludności, natomiast pod względem powierzchni na miejscu 987.).